# Groenewoude (Utrecht)
Groenewoude of Groot Groenewoude is een stadskasteel in de Nederlandse stad Utrecht.
Dit grote stenen weerbare huis is in de 13e eeuw aan de Oudegracht 151 gebouwd ter hoogte van de handelswijk Stathe op een oppervlak van circa 25 meter diep bij 9 meter breed. Het oorspronkelijke huis was zo'n 20 meter hoog, volledig onderkelderd met daarboven vijf bouwlagen en nog een hoge zolder onder een grote kap. Een weergang en kantelen hoorden ook bij de oorspronkelijke opzet. Gaandeweg de eeuwen is het gebouw grotendeels gewijzigd. Vooral in de 19e eeuw is het fors verbouwd en werd onder meer de voorgevel vervangen en het bovenste deel van het huis gesloopt. De zijmuren en kelder dateren nog uit de middeleeuwen.
Aangrenzend op huisnummer 153 bevond/bevindt zich Klein Groenewoud, met daarnaast Kleine Groenewoud of Kamerik.

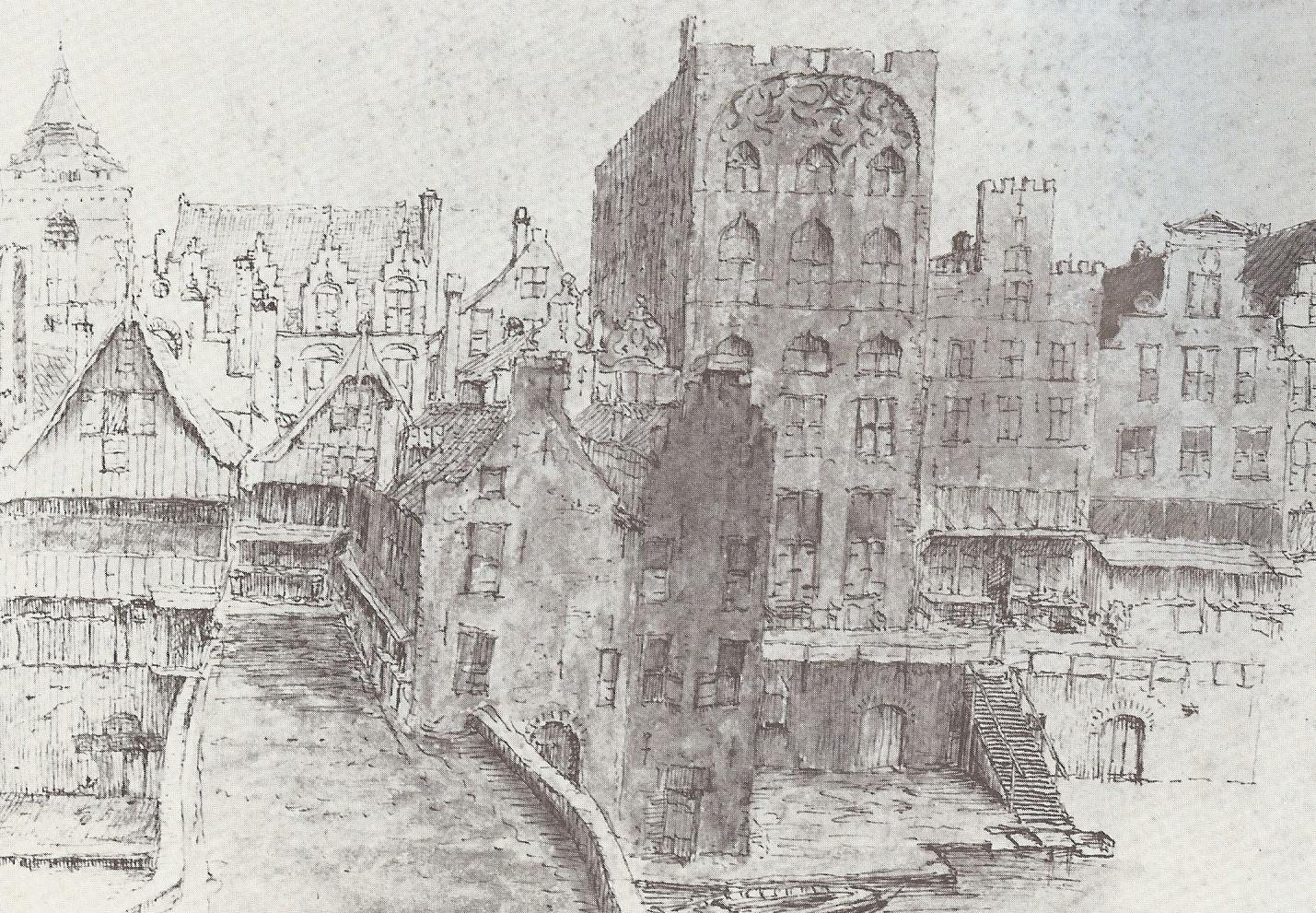
Gezicht op de Oudegracht ter hoogte van de "Bezembrug" rond 1660. Het hoge gebouw rechts naast de brug is Groenewoude.